# Luis Rijo
Luis Alberto Rijo, né le 28 septembre 1927 et mort le 8 mai 2001, est un footballeur uruguayen évoluant au poste d'attaquant.

## Biographie
Luis Rijo évolue au club uruguayen du Central Español Fútbol Club.
Il est convoqué en équipe d'Uruguay de football où il ne joue aucun match et fait partie du groupe vainqueur de la Coupe du monde de football de 1950.